# Альбатрос (вірш)
«Альбатрос»  (фр. L’Albatros) — вірш французького поета Шарля Бодлера, який увійшов до циклу «Сплін та ідеал» збірки «Квіти зла» (1859).

## Історія створення
Вірш «Альбатрос» поет написав під час поїздки на острів Маврикій у 1841—1842 рр. Бодлер кілька місяців перебував на кораблі під наглядом капітана. Він мав час спостерігати за величними птахами і роздумувати над власною долею. Уперше вірш був опублікований у 1859 р. без другої строфи.

## Тематика
Тема вірша «Альбатрос» — місце поета і його призначення у світі. Шарль Бодлер усвідомлює подвійний конфлікт: конфлікт із суспільством і конфлікт із самим собою. Він систематично шукав основи єдності світу та власної розколотої особистості. Альбатрос у вірші зображений прекрасним, величним птахом. Він літає у високому просторі неба, вільний і недосяжний для людей. Спійманий моряками, опиняється на палубі й зазнає насмішок. Величний у своїй стихії й безпорадний на палубі — це прототип митця: «на падолі земному Крилатий велетень не має змоги йти». Високі ідеали мистецтва зазнають краху в духовно ницому, морально недосконалому суспільстві. Алегоричний образ птаха є символом поета.

## Символіка твору
У вірші висловлено гіркі роздуми про трагічну долю митця в суспільстві, протиставлено небесне і земне, високе і низьке. Поет символізує світ прекрасного, добра. Моряки уособлюють зло, символізуючи людство, яке пливе на своєму судні. Море — символ життя; корабель — це людська доля; а грім, блискавка — життєві випробування.
Небо — символ творчої волі митця, а політ альбатроса уособлює нестримний політ фантазії. Птах у небі втілює владу митця у створюваному ним світі. Автор називає альбатроса «владикою», «королем блакиті», «володарем гроз та грому», «крилатим велетнем». Бодлер оспівує високе призначення мистецтва — служити ідеалам, нести світло краси. Слова «висота» і «блакить» символізують у вірші піднесені прагнення поета.

## Жанр
Шарль Бодлер любив жанр сонета. У збірці «Квіти зла» вірш вийшов без другої строфи, відповідно, залишилося чотирнадцять рядків, написаних шестистопним ямбом із перехресною римою.

## Художні особливості
Вірш відноситься до декадансу. Художній простір має контрастне забарвлення (від прекрасного і піднесеного до огидного і вульгарного), наявні безвихідь і похмурість. Мрії поета залишаться тільки ілюзіями.
Автор використав художні тропи:
- Епітети: «крилатий велетень», «великі білі крила», «незграба немічний».
- Метафори: «король блакиті», «володар гроз і грому»
- Порівняння: «поет, як альбатрос».

Повтори, паралелізми, антитези — своєрідний «цементувальний» матеріал, який сприяє єдності композиції.

## Переклади українською
- Дмитро Павличко
- Микола Терещенко